# Úbrež
Úbrež (allemand : Ubresch) est un village de Slovaquie situé dans la région de Košice.

## Histoire
Première mention écrite du village en 1337.

## Démographie

### Évolution de la population
| Année:               | 1994. | 2004.    | 2014.    | 2024.    |
| -------------------- | ----- | -------- | -------- | -------- |
| Nombre de personnes: | 580   | 650      | 746      | 1112     |
| Différence:          |       | +12,06 % | +14,76 % | +49,06 % |

| Année:               | 2023. | 2024.   |
| -------------------- | ----- | ------- |
| Nombre de personnes: | 1090  | 1112    |
| Différence:          |       | +2,01 % |

## Politique
| Nom           | Parti politique         | Date de l'élection | Fin du mandat |
| ------------- | ----------------------- | ------------------ | ------------- |
| Jozef Antonič | KDH,ĽS-HZDS,SNS,SDKÚ-DS | 02.12.2006         | Déc. 2010     |